# Municipio de Bennington (Kansas)
El municipio de Bennington (en inglés: Bennington Township) es un municipio ubicado en el condado de Ottawa en el estado estadounidense de Kansas. En el año 2010 tenía una población de 1303 habitantes y una densidad poblacional de 11,97 personas por km².

## Geografía
El municipio de Bennington se encuentra ubicado en las coordenadas 39°0′3″N 97°38′40″O / 39.00083, -97.64444. Según la Oficina del Censo de los Estados Unidos, el municipio tiene una superficie total de 108.9 km², de la cual 108,83 km² corresponden a tierra firme y (0,06 %) 0,06 km² es agua.

## Demografía
Según el censo de 2010, había 1303 personas residiendo en el municipio de Bennington. La densidad de población era de 11,97 hab./km². De los 1303 habitantes, el municipio de Bennington estaba compuesto por el 97,31 % blancos, el 1 % eran afroamericanos, el 0,54 % eran amerindios, el 0,08 % eran asiáticos y el 1,07 % eran de una mezcla de razas. Del total de la población el 1,3 % eran hispanos o latinos de cualquier raza.